# Trifenylbismutaan
Trifenylbismutaan, ook wel trifenylbismutine, is een organometaalverbinding van bismut met de brutoformule {\displaystyle {\ce {C18H15Bi}}}, of met wat meer nadruk op de structuur van de verbinding: {\displaystyle {\ce {(C6H5)3Bi}}}. De stof wordt in de organische synthese toegepast. Op basis van zijn molaire massa is de verbinding het zwaartse lid van de trifenylderivaten van de stikstofgroep waarvan de andere leden trifenylamine, trifenylfosfaan, trifenylarsaan en trifenylstibaan zijn. Naast de trifenylverbindingen zijn voor de zwaardere leden van deze groep ook pentafenylvarianten bekend: pentafenylarsoraan, -stiboraan en -bismoraan.

## Synthese
De synthese van trifenylbismutaan verloopt via de reactie van bismut(III)chloride met fenylmagnesiumbromide in een etherische oplossing.
Op analoge wijze kan ook de reactie met fenyllithium gerealiseerd worden.

## Eigenschappen

### Fysische eigenschappen
{\displaystyle {\ce {(C6H5)3Bi}}} is een witte, kristallijne vaste stof, die bij 77,6 °C smelt. De molaire Verbrandingsenthalpie voor de vaste stof bedraagt −10003,5 kJ·mol−1 voor de reactie:
{\displaystyle {\ce {C18H15Bi(s) + 22,5 O2(g) -> 0,5 Bi2O3(s) + 18 CO2(g) + 7,5 H2O(l)}}}

### Chemische eigenschappen
Trifenylbismutaan is in vergelijking met het pyrofore trimethylbismutaan lucht- en hydrolyse stabiel. Oxidatie naar de overeenkomstige bismutoxy-verbinding {\displaystyle {\ce {(C6H5)3BiO}}} lukt alleen met sterke oxidatoren als kaliumpermanganaat of waterstofperoxide.
Met chlorides reageert de stof onder vorming van difenylbismutchloride en fenyl(M)chlorides:
{\displaystyle {\ce {(C6H5)3Bi + MCl3 -> (C6H5)2BiCl + C6H5MCl2}}}
{\displaystyle {\ce {M=Bi,Sb,As,P,Tl}}}
{\displaystyle {\ce {(C6H5)3Bi + HgCl2 -> (C6H5)2BiCl + C6H5HgCl}}}
{\displaystyle {\ce {(C6H5)3Bi + HCl -> (C6H5)2BiCl + C6H6}}}
{\displaystyle {\ce {(C6H5)3Bi + Cl3CCOOH -> (C6H5)2BiOOCCCl3 + C6H6}}}
Met interhalogenen of halogeen-pseudohalogeenverbindingen ontstaan difenylbismuthalogenides en fenyl(pseudo)halogenides. Het elektronegatievere deel van het inter(pseudo)halogeen koppelt aan bismut.
{\displaystyle {\ce {(C6H5)3Bi + ICl -> (C6H5)2BiCl + C6H5I}}}
{\displaystyle {\ce {(C6H5)3Bi + CNI -> (C6H5)2BiCN + C6H5I}}}
{\displaystyle {\ce {(C6H5)3Bi + CNBr -> (C6H5)2BiBr + C6H5CN}}}
{\displaystyle {\ce {(C6H5)3Bi + IBr -> (C6H5)2BiBr + C6H5I}}}
Oxidatieve chlorering met sulfurylchloride {\displaystyle {\ce {(\ SO2Cl2\ )}}} levert trifenylbismutdichloride op. Reactie daarvan met een Grignard-reagens als fenylmagnesiumbromide leidt tot pentafenylbismoraan dat als een violette vaste stof geïsoleerd kan worden.
{\displaystyle {\ce {(C6H5)3Bi + SO2Cl2 -> (C6H5)3BiCl2 + SO2}}}
{\displaystyle {\ce {(C6H5)3BiCl2 + 2(C6H5)MgX -> (C6H5)5Bi + 2MgXCl}}}
Trifenylbismutaan en pentafenylbismoraan geven onder uitwisseling van een fenyl-kation aanleiding tot een tetrafenylbismutoniumzout:
{\displaystyle {\ce {(C6H5)3Bi + (C6H5)5Bi -> [(C6H5)4Bi]+[(C6H5)4Bi]-}}}

## Toepassingen
In de organische chemie wordt {\displaystyle {\ce {Bi(C6H5)3}}} gebruikt in de glycolsplitsing en als reagens om een fenylgroep aan alcoholen en amines te koppelen. Fotochemisch kunnen reacties waarbij fenylradicalen betrokken zijn geïnitieerd worden.